# Спитек III Ярославський
Спитек III Ярославський (пол. Spytek III Jarosławski, 1436  — 10 грудня 1519)  — польський шляхтич XV–XVI ст. Походив з шляхетсько-магнатського роду Ярославських гербу Леліва — бічної гілки роду Тарновських.

## Біографія

Герб Леліва

Назва роду походила від їхньої резиденції — міста Ярослав Руського воєводства, для розвитку якого він доклав значних зусиль  — отримав для міста королівські привілеї на право складу, проведення 2-х ярмарків, збудував ратушу, фарний костел, вимурував замок. Син львівського старости Рафала Ярославського з м. Тарнів і Переворська та Анни з Шамотул — доньки генерального старости Великопольщі Доброгоста гербу Наленч та Єлизавети — доньки маршалка коронного, галицького боярина Дмитра з Горая.
Перед 1461 р. служив при дворі короля. На початку 1469 р. разом з Якубом Бучацьким товаришував під час під час посольства до Молдавії для отримання голду від воєводи (господаря) Штефана III, за це отримав запис 50 гривень на Лежайську. В 1475 р. на сеймику (почався у Вишні, закінчився у Мостиськах) проводив з братами Рафалом та Павелом (львівським каштеляном) суди коморничі. Під час нападу татар 1478 р. на Поділля разом з Яном Одровонжом зібрав військо Руського воєводства; вороги причаїлись у Чорному лісі, дали про себе звістку і розпустили військо. Під час нападу вони спалили Брацлав, знищили частину краю. У 1485 p. був у Коломиї під час голду молдавського господаря Штефана III разом з братом Рафалом, по дорозі назад отримав у Львові для міста строго дотримання права складу. B 1485, 1486, 1490 p. брав участь у відбитті татарських нападів на Русь.
В 1500 р. разом з Якубом Бучацьким, Пйотром з Олеська, Яном Струсем успішно організували оборону Русі від нападу татар. 6 березня 1501 р. став краківським каштеляном. В 1510 р. покинув Пйотркувський сейм через сильну хворобу очей. 1512 р. отримав право на викуп Лянцкорони, у 1515 р. отримав її правом «доживоття».
В останні роки життя хворів. Лікувався у Кракові; краківський лікар Лукаш Носковскі занотував його смерть.

## Уряди (посади)
Був перемиським підкоморієм (друга половина 1464—1472 рр.), почергово ставав воєводою белзьким (з першої половини 1472 р.), руським (березень 1474 р.; відтоді брав участь в сеймиках і з'їздах у Львові, Мостиськах, Вишні), сандомирським (1479 р., з другої половини), краківським (1491 р.). У роках 1478—1494 / 1495 був львівським (генеральним руським) старостою (з другої половини року після брата Рафала). Як каштелян краківський (1501—1519 рр.) після смерті короля Александра Яґеллончика (1506 р.) був поставлений реґентом Корони Польської і домігся швидкого обрання королем Сиґізмунда І Старого.
Разом з братом Рафалом Ярославським з Пшеворська заклав 1470 р. родинну ординацію; складалася з міст Руського воєводства Ярослава і Переворська, 29 селищ, була у Короні першим майоратом, який міг успадкувати лише найстарший син чи родич без права поділу майна поміж решти родичів.

### Сім'я
До 1481 р. одружився з Ядвиґою з Варжишина, яка народила 2 доньки:
- Анна Ярославська — дружина руського воєводи Яна Одровонжа
- Маґдалена Ярославська — дружина белзького воєводи, каштеляна перемиського, красноставського старости Миколая Пілецького.[3]